# 꼬마땃쥐
꼬마땃쥐(Suncus infinitesimus)는 땃쥐과의 포유류이다. 카메룬, 중앙아프리카공화국, 콩고민주공화국, 케냐, 나이지리아, 남아프리카공화국, 에스와티니, 탄자니아 그리고 우간다에서 발견된다. 자연 서식지는 아열대 또는 열대 기후 지역의 습윤 저지대 숲과 습윤 산지 숲, 온대 초원, 아열대 또는 열대 기후의 건조한 저지대 초원과 고지대 초원 그리고 경작지이다.